# افون الاد
افون الاد (انگلیسی: Efon Elad؛ زادهٔ ۵ سپتامبر ۱۹۷۰) بازیکن فوتبال است.
از باشگاه‌هایی که در آن بازی کرده‌است می‌توان به باشگاه فوتبال نورث‌همپتون تاون اشاره کرد.